# Idioma kuuk thaayorre
Kuuk Thaayorre (Thayore) es una lengua pama hablada en el asentamiento Pormpuraaw en la parte occidental de la península del Cabo York, Queensland en Australia por el pueblo Thaayorre. A partir de 2006, 250 de los 350 Thaayorre étnicos hablan el idioma. Se encuentra en una posición sólida en comparación con muchos lenguas aborígenes australianas, ya que los niños todavía lo adquieren y lo utilizan en la interacción diaria.
Está estrechamente relacionado con el idioma ogh-Undjan y más distantemente relacionado con los idioma kunjen, Uw Olkola. El Kuuk Yak es un dialecto o está estrechamente relacionado.
Los hablantes del idioma Kuuk Thaayorre pueden recordar los nombres de un par de dialectos, como Kuuk Thaayunth, Kuuk Thayem y Kuuk Thanon, pero hoy en día hay sólo hay una pequeña diferencia dialectal y el idioma se ha vuelto más uniforme a medida que ha disminuido el número de hablantes. El llamado idioma kuuk yak puede ser un dialecto de Kuuk Thaayorre, pero también puede ser un idioma estrechamente relacionado. Barry Alpher actualmente está tratando de documentar el idioma para comprender su afiliación genética.

## Nombres
Al igual que con muchos otros lenguas australianas, hay una larga lista de grafías alternativas de Kuuk Thaayorre. El nombre en sí, Kuuk Thaayorre, significa 'el idioma Thaayorre' en el idioma mismo, kuuk que significa 'lenguaje' y Thaayorre es su etnónimo.
Otros nombres incluyen Kuuk Thaayoore, Kuktayor, Kukudayore, Gugudayor, Koko Daiyuri, Koko Taiyor, Kokkotaijari, Kokotaiyari, Thayorre, Thaayore, Thayore, Tayore, Taior, Taiol, Da:jor y Behran.

## Fonología

### Vocales
Kuuk Thaayorre tiene cinco vocales:
|           | Anterior | Posterior |
| Unrounded | Rounded  |           |
| --------- | -------- | --------- |
| Cerrada   | i        | u         |
| Media     | e        | o         |
| Abierta   | a        | a         |

Todas las vocales anteriores tienen una contraparte larga. Además, una de las róticas puede ser silábica.

### Consonantes
Kuuk Thaayorre tiene 16 consonantess:
|             | Periférica | Periférica | Laminal | Laminal  | Apical     | Apical | Glotal |
| Bilabial    | Velar      | Palatal    | Dental  | Alveolar | Retrofleja |        |        |
| ----------- | ---------- | ---------- | ------- | -------- | ---------- | ------ | ------ |
| Oclusiva    | p /p/      | k /k/      | c /c/   | th /t̪/   | t /t/      |        | ' /ʔ/  |
| Nasal       | m /m/      | ng /ŋ/     | ny /ɲ/  | nh /n̪/   | n /n/      |        |        |
| Vibrante    |            |            |         |          | rr /r/     |        |        |
| Aproximante | w /w/      | w /w/      | y /j/   |          | l /l/      | r /ɻ / |        |

La estructura máxima de sílabas es CVCCC, y los grupos de cuatro consonantes no son infrecuentes. Inusualmente, las secuencias de / r / y / ɻ / consecutivas son lícitas.
A diferencia de muchos idiomas australianos, los monosílabos de todas las clases de palabras son frecuentes en Kuuk Thaayorre.

## Morfosintaxis
Una cláusula en Kuuk Thaayorre puede ser tan pequeña como un solo predicado constituyente. Se puede omitir cualquier argumentos para los que un predicado subcategorice. Los constituyentes predicativos incluyen verbos, adjetivos, Sustantivo, pronombres demostrativos y adverbios de locativos.
Kuuk Thaayorre es en su conjunto un lenguaje no configuracional al nivel de la cláusula, aunque para cláusulas complejas existen restricciones en el orden de la oración principal y la Oración subordinada. Dentro de una cláusula, las frases nominales tienen una estructura intrincada.
La forma irregular del morfema ergativo hace que sea un sufijo claro, más que un enclítico; sin embargo, se sustenta en el último nominal del sintagma nominal. Esto hace que Kuuk Thaayorre sea un ejemplo de un lenguaje que muestra la fijación de frases. El marcado ergativo tiene la función pragmática de mostrar el grado de expectativa del sujeto.
Hay múltiples construcciones inclusory, es decir, aquellas que se refieren a un superconjunto mientras se enfocan simultáneamente en un subconjunto (estos se encuentran en muchos idiomas de IE, por ejemplo, alemán Wit Scilling 1.du Sc. "Sc. and I" ). Uno de ellos es un conjunto de pronombres eventuales de una sola palabra que codifican tanto el superconjunto como el subconjunto.

## Semántica léxica
Kuuk Thaayorre se destaca por su uso completo de dieciséis palabras para direcciones cardinales absolutas en lugar de palabras con sentidos relativos (adelante, izquierda, etc.) como es familiar en la mayoría de los idiomas. Los hablantes de Kuuk Thaayorre muestran una habilidad de navegación correspondientemente mayor que los hablantes de idiomas como el inglés, y siempre saben la dirección exacta de su orientación. Cuando se les pide que organicen una secuencia de imágenes en orden temporal, los hablantes las ordenan constantemente de modo que el tiempo transcurra de este a oeste, independientemente de su propia orientación corporal. También son capaces de señalar direcciones cardinales con una precisión muy alta. Esto ha sido usado para apoyar la Hipótesis de Sapir-Whorf.